# Compagnie catalane
La Compagnie catalane est un groupe de 6 000 Almogavres commandés par Roger de Flor. Appelés par l’empereur byzantin Andronic II pour lutter contre des Turcs qui constituaient alors une menace pour l'empire byzantin, alors en déclin. ils finissent par établir un duché catalan à Athènes. 
Ils sont les premiers condottieres à se lancer dans la conquête méditerranéenne, sans doute inspirés par les tentatives des rois normands de Sicile partant au XIIe siècle à l'assaut de l'empire byzantin puis de la Terre sainte.

## Origines
Les Catalans, avant d'arriver en territoire byzantin, étaient au service de Frédéric II de Sicile. Mais à la suite de la paix de Caltabellotta (1302) entre Frédéric et Charles II d'Anjou, la Compagnie catalane se retrouve sans emploi. À la suite de ce remerciement, les Catalans prennent comme chef Roger de Flor, un aventurier ancien templier chassé de l'Ordre pour vol. Ce dernier, au courant des problèmes qui secouent l'empire byzantin, offre ses services à Andronic II en échange du titre de mégaduc, de la main d'une princesse impériale et, pour ses troupes, une solde deux fois plus importante que pour les mercenaires habituels. Andronic accepte les conditions : il cherchait désespérément des secours à l'étranger pour lutter contre les forces turques depuis plusieurs années.

## Arrivée dans l'empire byzantin

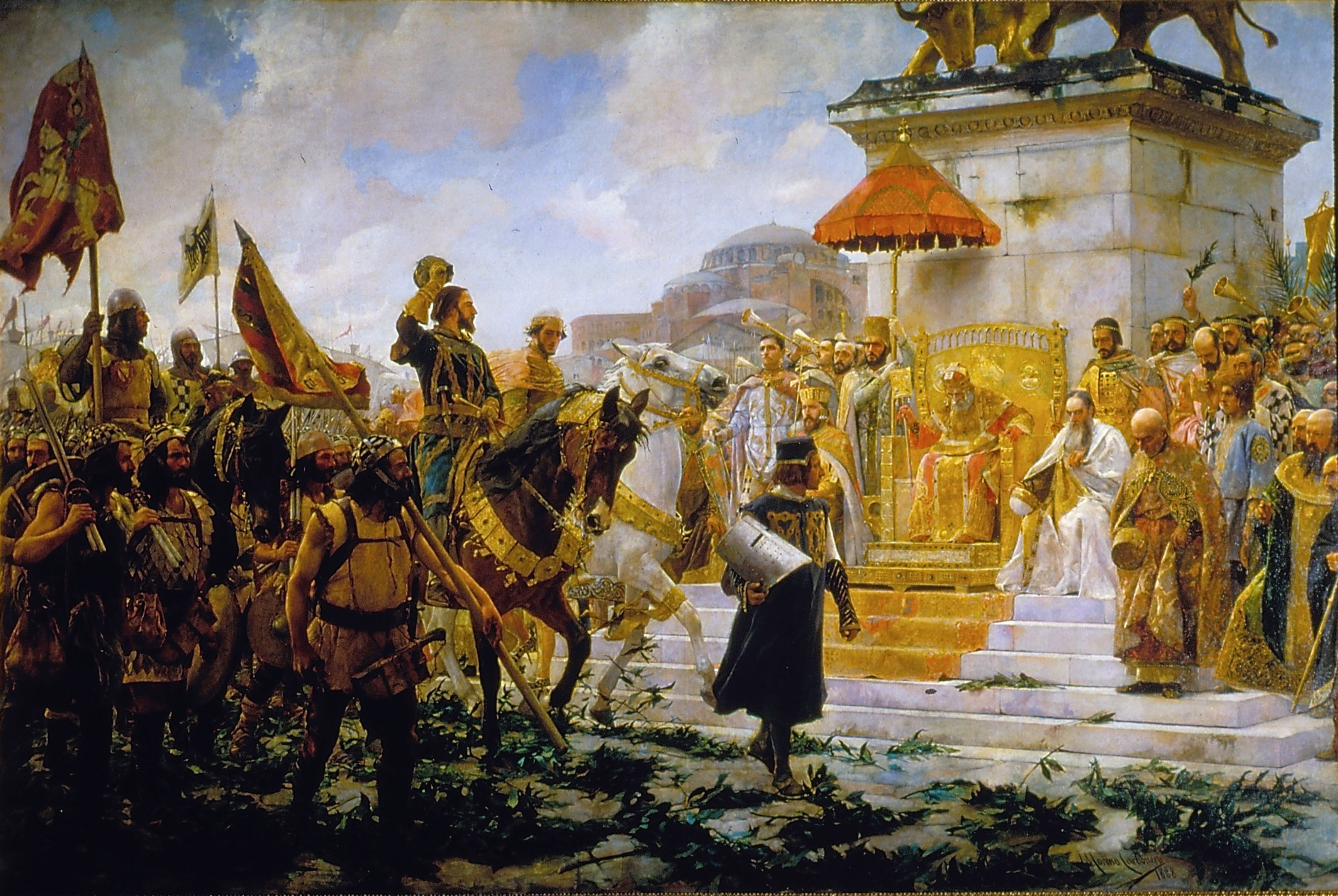
L'Entrée de Roger de Flor à Constantinople.

Dès leur arrivée en septembre 1303, les routiers catalans (avec femmes et enfants) gagnent Constantinople. Quelques jours plus tard les Catalans se font remarquer ; ils massacrent en effet toute une compagnie de Génois qui leur réclamaient le paiement de leurs dettes. Andronic, à la suite de cet événement, les envoie en Asie mineure combattre les Turcs qui, n'ayant rencontré aucune résistance, s'étaient avancés jusqu'au Bosphore, réduisant les populations en esclavage. Ils sont accompagnés par un petit contingent byzantin dirigé par Maroulès.

## Lutte contre les Turcs

Parcours de la compagnie catalane entre 1303 et 1304.

Dès leur débarquement à Cyzique en janvier 1304, les Catalans chassent les Turcs qui assiégeaient la ville. Les hommes de Roger de Flor investissent la ville non sans quelques heurts avec les habitants. Le début de la campagne des routiers commence en avril 1304. Ils réussissent en quelques mois à infliger de lourdes défaites aux Turcs d'Asie mineure. Les Catalans fondent avec une telle vitesse sur les Turcs que ces derniers ne peuvent utiliser leur arme maîtresse : l'arc. Roger de Flor parvient jusqu'aux Portes de Fer dans le Taurus cilicien, où lui et ses hommes écrasent les Turcs et capturent un énorme butin (août 1304).
Malheureusement l'entente entre les Catalans et les Grecs est loin d'être parfaite ; en effet les hommes de Roger de Flor commettent nombre d'excès qui font parfois regretter les Turcs aux habitants. Néanmoins les Grecs ne font rien pour arranger les choses car, à Magnésie, alors que Roger de Flor partait en campagne, les habitants de la cité capturent leur butin et au retour des Catalans les habitants de Magnésie ferment les portes de la ville. Les routiers s'apprêtent à assiéger la ville lorsqu'ils sont rappelés en Europe par Andronic pour lutter contre les Bulgares.

## Premiers heurts entre Andronic et Roger de Flor
Andronic s'entendait de moins en moins bien avec le tsar bulgare Teodor Svetoslav. En 1305, Svetoslav envahit le territoire de l'Empire et s'apprête à attaquer les ports de mer Noire. Michel IX tente bien de le repousser mais il se fait battre près d'Andrinople. Ce dernier prend néanmoins sa revanche et doit, fait anecdotique montrant bien la pauvreté croissante de Byzance, faire fondre sa vaisselle pour lever une nouvelle armée. Malgré cela la situation est mauvaise et Andronic fait logiquement appel à Roger de Flor. Mais l'armée byzantine n'est pas de cet avis et Michel IX écrit à son père que l'arrivée des Catalans provoquerait une révolte dans l'armée.
Cependant les Catalans franchissent bien le Bosphore et s'arrêtent à Gallipoli, Andronic leur demandant de retourner en Asie. Roger de Flor, exaspéré de ces changements de direction, refuse et demande à Constantinople que ses soldats soient payés. Le basileus ne leur envoie que de modiques sommes. Au même moment débarquent des renforts à Madyte, dirigés par Berenguer d'Entença, un noble aragonais. Bérenguer a en fait été envoyé par Jaime II d'Aragon et Frédéric II de Sicile. Ces derniers voulaient des précisions sur les exploits des Almogavres avec comme pensée secrète de les utiliser pour prendre Constantinople. Pour accéder au titre de César, Roger de Flor cède à Bérenguer d'Entença son titre de mégaduc. À partir de ce moment, les relations entre les routiers et les Byzantins semblent s'apaiser lorsqu’Andronic se plaint des immenses sacrifices qu'il a faits pour les Catalans. Cette réaction ne plaît pas du tout à Bérenguer qui jette son bonnet de mégaduc à la mer.

## Guerre ouverte entre les Catalans et Constantinople
Cet événement a des conséquences néfastes pour l'empire ; en janvier 1305, Roger de Flor fortifie la péninsule, les Turcs attaquent Philadelphie et le roi de Sicile prépare une expédition pour prendre Constantinople. Andronic, en désespoir de cause, se réconcilie avec Roger de Flor qu'il nomme César et auquel il donne en fief les provinces d'Asie. Roger s'apprête à attaquer les Turcs avec 3000 hommes. La situation s'améliore et les Catalans débarquent en Asie, mais Roger commet alors une erreur. En effet, il veut aller saluer Michel IX Paléologue, fils aîné d'Andronic et cousin de l'épouse du César, ignorant tout de l'hostilité que nourrissait ce dernier envers lui. Le jeune basileus le reçoit somptueusement et Roger est tué, lui et sa suite par Gircon, chef des Alains, en même temps que cent trente chefs almogavres en avril 1305. Au même moment des Turcs, appelés par Michel IX, débarquent à Gallipoli et tuent un grand nombre de routiers malgré une grande résistance de ces derniers. L'assaut dure quinze jours, mais la Compagnie résiste, malgré de lourdes pertes. Les assiégés envoient des émissaires à l'Empereur, pour le défier, mais celui-ci les fait exécuter. Berenguer d'Entença est pris à son tour, mais garde la vie sauve. Les Almogavres coulent leurs bateaux pour ne pas avoir la tentation de fuir Gallipoli et prennent toutes dispositions pour mieux résister. Leurs ennemis lancent un assaut majeur le 7 juin 1305. Les Almogavres contre-attaquent et les défont. Michel  marche alors en personne contre Gallipoli, à la tête de dix-sept mille cavaliers et cent mille fantassins (chiffres donnés par Ramon Muntaner). Les Almogavres les défont à nouveau.
Sous la direction de Berenger d'Entença, les Catalans massacrent la totalité des habitants de Gallipoli et créent une sorte d'État. Berenger, avec une petite flotte, ravage la Propontide et tue ses habitants. Néanmoins à son retour les Génois capturent le chef catalan. Michel IX tente bien de détruire l'État catalan mais il se fait battre à Apros, au sud-ouest de Rodosto. Privé de troupes, l'Empire ne peut empêcher les Catalans de piller la Thrace et de tuer ou réduire en esclavage la population. Les Catalans vont aussi brûler les chantiers navals impériaux. Peu à peu la troupe catalane se transforme en force multinationale : en effet, des Grecs déserteurs, des Italiens ainsi que des Turcs viennent gonfler l'effectif de Berenger. De plus Fernand Ximénès de Arenos débarque à Madyte avec de nouveaux renforts almogavres. Bernat de Rocafort, lui, s'installe à Rodosto et Ramon Muntaner, un historien aragonais, est fait gouverneur de Gallipoli. Pendant deux ans et demi les Almogavres pillent et massacrent les populations du territoire byzantin. Le Génois Spinola tente d'attaquer Gallipoli en juillet 1308, mais son expédition est un désastre. De son côté, Berenger d'Entença, payé par le roi aragonais, fait une démonstration de force devant Constantinople effrayée.

## Départ de Gallipoli, divisions
Peu à peu, les ressources de la péninsule de Gallipoli s'épuisent et les Catalans décident de s'en aller. Mais en 1308, l'infant Ferdinand de Majorque, neveu de Frédéric II, prend sous son commandement la Compagnie catalane. Berenguer d'Entença, Ximénès et Muntaner reconnaissent son pouvoir, mais Bernat de Rocafort refuse d'en faire autant. 
Les Almogavres quittent Gallipoli en juin 1308 mais leur départ vers des terres plus fructueuses ne se déroule pas aussi bien que l'avait prévu l'infant ; après avoir passé la Maritsa, les troupes de Bernat de Rocafort rencontrent celle d'Entença. Ce dernier est tué au cours de la bataille. Au courant de ce qui s'est passé, Ximénès s'enfuit à Constantinople, où Andronic le marie à l'une de ses nièces et le nomme mégaduc.
Constantinople observe avec bonheur les Catalans se diviser et quitter le territoire de l'Empire. Rocafort menace inutilement Thessalonique et part dans la péninsule de Kassandria, où il pille tout ce qu'il trouve, même les monastères du Mont Athos. 
Don Fernand et Muntaner partent de Thasos sur une flotte et se dirigent vers Négrepont où ils rencontrent une escadre vénitienne avec à son bord Thibaud de Chepoy, envoyé de Charles de Valois qui convoitait le trône de Constantinople. Thibaud était chargé d'engager la compagnie pour le compte de son maitre. L'infant est capturé et livré au duc d'Athènes qui le met au cachot en représailles du pillage du port d'Almyros. Les galères catalanes ainsi que leurs passagers sont capturées et le butin pillé. 
Thibaud de Chepoy envoie Muntaner à Rocafort, avec qui il vient de faire alliance. Mais les deux chefs ne s'entendent pas très longtemps et les capitaines catalans, exaspérés de l'attitude de leur chef, livrent Rocafort à Thibaud de Chepoy, qui l'expédie à Naples où Robert d'Anjou l'emprisonne. La fin est proche pour les Catalans ; sous la direction de Thibaud de Chepoy, ils épuisent les ressources de la péninsule de Kassandria.

## Entrée en Thessalie et conquête du duché d'Athènes
Les Almogavres, ne pouvant prendre Thessalonique, se dirigent vers la Thessalie où ils entrent au printemps 1309. Ils rencontrent Jean l'Ange, allié d'Andronic, qui souhaite se servir d'eux contre les princes francs de Grèce. Finalement, abandonnant Jean l'Ange, ils acceptent les propositions de Gautier V de Brienne, duc d'Athènes. En six mois les Catalans capturent trente places pour le compte du duc d'Athènes. Mais Gautier de Brienne fait l'erreur de ne payer qu'une partie des Catalans. Ces derniers remportent une dernière grande victoire contre les chevaliers francs de l'Achaïe et des îles. Attirés dans les marécages lors de la bataille d'Halmyros, les Francs sont presque entièrement massacrés par les Catalans le 15 mars 1311.
En poursuivant les fuyards, les Almogavres occupent Athènes et Thèbes, où ils fondent un État qui devait durer 80 ans.